# HMS Nelson (1814)
L'HMS Nelson va ser un vaixell de línia de primer nivell de 126 canons de la Royal Navy, avarat el 4 de juliol de 1814 a les drassanes Woolwich, però després va quedar en reserva a Portsmouth fins al 1854, quan es va treballar per posar-lo en servei per a la Guerra de Crimea, però aquesta va acabar abans que el vaixell estigués llest i va tornar a la reserva.
Va ser reconvertit en un "screw ship" o vaixell de vapor amb hèlix el 1860, amb dos pisos i equipat amb un motor de 2.102 cavalls de potència indicats (1.567 kW) per a una velocitat de 10,5 nusos (19,4 km/h; 12,1 mph).
El 1865, l'HMS Nelson va ser donat a la colònia de Victòria com a vaixell escola, i finalment va ser equipat per un cost de 42.000£ i va navegar cap a Austràlia l'octubre de 1867. Viatjant pel cap de Bona Esperança, va arribar el febrer de 1868. Va ser el primer vaixell a atracar a les drassanes Williamstown de nova construcció. El seu armament el 1874 figurava com a dos canons RML de 7 polzades, vint canons de 64 lliures, vint canons de 32 lliures i sis obusos de 12 lliures.
Entre 1879 i 1882, el vaixell es va reduir encara més a una sola coberta i la seva plataforma es va reduir només al pal principal, el vaixell es va reclassificar com a fragata. L'antic armament va ser substituït en part per un de moderns. Va ser deixat en reserva a Willamstown el 1891 retirant-ne les calderes el 1893.
El 28 d'abril de 1898 va ser subhastat i venut a Bernard Einerson de Sydney per 2.400 lliures.
L'any 1900 va ser tallat una altra vegada per a col·locar-hi un cremador de carbó, mantenint el nom de Nelson, les fustes superiors extretes es van utilitzar per construir un vaixell d'un sol ús anomenat Oceanic.
El 1908 va ser venut a la Union Steamship Co. de Nova Zelanda, i al juliol va ser remolcat des de Sydney fins a Beauty Point al riu Tamar, a Tasmània, per utilitzar-lo com a magatzem de carbó. On hi va naufragar amb 1.400 tones de carbó a bord i va romandre submergit durant quaranta dies fins que finalment va ser reflotat.
El gener de 1915 va ser remolcada a Hobart per a fer servei com a casc de carbó, fins que es va vendre l'agost de 1920 al Sr. H Gray per 500 lliures, sent remolcat riu amunt fins a Shag Bay per a una ruptura gradual, va continuar en servei fins a la dècada de 1930,[4] encara que algunes de les seves fustes encara sobreviuen.
El mascaró de proa del vaixell va ser conservat per la Brigada Naval de Nova Gal·les del Sud, llavors Armada Reial Australiana, abans de ser presentat al Museu Marítim Nacional d'Austràlia per a la seva exhibició.

## Biografia
- Lavery, Brian. Ship of the line. vol 1. Conway Maritime Press Ltd. 1983. 224 pàgines. ISBN 978-0851772523.